# Казьян
Казьян (азерб. Qazyan) — село в Губадлинском районе Азербайджана. Расположено село на левом берегу реки Базарчай (правый приток реки Акера) на высоте около 480 м.

Алияр Алиев — Национальный герой Азербайджана

В Казиане родился азербайджанский борец, майор азербайджанской армии, Национальный герой Азербайджана — Алияр Юсиф оглы Алиев.

## Этимология
Название села происходит от названия кызылбашского племени казилер (казиан), что означает «сражающиеся против неверных воины, военачальники».

## История
В годы Российской империи село Казьян (Казіянъ) находилось в составе Зангезурского уезда Елизаветпольской губернии. По статистическим данным 1893 года, в Казьяне жил 161 человек, все — азербайджанцы, указанные в своде данных как «татары»-шииты. По данным «Кавказского календаря» на 1912 год в селе проживало 594 человека, в основном азербайджанцев, указанных в календаре как «татары».
В советские годы село входило в состав Кубатлинского района Азербайджанской ССР. 
Согласно результатам Азербайджанской сельскохозяйственной переписи 1921 года, Казьян Кубатлинского уезда Азербайджанской ССР населяли 213 человек (50 хозяйств), преобладающая национальность — тюрки азербайджанские (азербайджанцы).
В результате Первой карабахской войны в августе 1993 года перешло под контроль непризнанной Нагорно-Карабахской Республики. Согласно административно-территориальному делению НКР, располагалось в Кашатагском районе НКР и именовалось Айказян. Согласно резолюциям СБ ООН считалось оккупированным армянскими силами.
7 ноября 2020 года в ходе Второй карабахской войны президент Азербайджана объявил об «освобождении от оккупации» села силами ВС Азербайджана.